# Xinhe (Xingtai)
Der Kreis Xinhe (chinesisch 新河县, Pinyin Xīnhé Xiàn) ist ein Kreis der chinesischen bezirksfreien Stadt Xingtai, Provinz Hebei. Seine Fläche beträgt 362,4 km² und er zählt 169.858 Einwohner (Stand: Zensus 2010). Sein Hauptort ist die Großgemeinde Xinhe (新河镇).

## Administrative Gliederung
Auf Gemeindeebene setzt sich der Kreis aus zwei Großgemeinden und vier Gemeinden zusammen. 